# Stigmella himalayai
Stigmella himalayai là một loài bướm đêm thuộc họ Nepticulidae. Nó được miêu tả bởi Puplesis & Diškus năm 2003. Loài này có ở Nepal.